# 李岱春
李岱春（1977年12月12日—），中国大陆围棋棋手，江苏南通人，业余8段。
获得过两次晚报杯冠军、亚洲业余围棋锦标赛冠军、斯壮杯冠军。2001年获得世界业余围棋锦标赛冠军。目前在无锡市教小孩下围棋。於之莹是他的學生。